# Grünes Museum
Ein grünes Museum ist ein Museum, das Konzepte der Nachhaltigkeit in seinen Betrieb, sein Programm und seine Gebäude einbezieht. Viele grüne Museen nutzen ihre Sammlungen für Ausstellungen, Veranstaltungen, Kurse und andere Programme, um die Öffentlichkeit über die natürliche Umwelt aufzuklären. Viele, aber nicht alle grünen Museen befinden sich in einem Gebäude mit nachhaltiger Architektur und Technologie. Grüne Museen interpretieren ihre eigenen nachhaltigen Praktiken und grünes Design, um ein Verhaltensmodell zu präsentieren.
Grüne Museen streben danach, den Menschen zu helfen, sich der Grenzen ihrer Lebensumwelt und der Auswirkungen ihres Handelns auf diese Welt bewusster zu werden. Ziel ist es, einen positiven Wandel herbeizuführen, indem sie die Menschen ermutigen, in ihrem täglichen Leben nachhaltige Entscheidungen zu treffen. Sie nutzen ihre Position als gemeinschaftsorientierte Einrichtungen, um eine Kultur der Nachhaltigkeit zu schaffen.

## Begriffsbestimmungen

### Grün
Das Wort „grün“ bedeutet umweltbewusstes Handeln. Die Begriffe „grün“ und „nachhaltig“ sind häufig synonym verwendete Schlagwörter. Nach Brophy und Wylie haben „grün“ und „nachhaltig“ jedoch deutlich unterschiedliche Definitionen. Grün "bezieht sich auf Produkte und Verhaltensweisen, die umweltverträglich sind, […] während „nachhaltig“ Praktiken bezeichnet, die sich auf erneuerbare oder wiederverwendbare Materialien und Prozesse stützen, die grün oder umweltverträglich sind. Eine weitere häufig zitierte Definition von „Nachhaltigkeit“, die in verschiedenen Kontexten verwendet wird, wurde von den Vereinten Nationen (1987) entwickelt: „Eine Entwicklung, die die Bedürfnisse der Gegenwart befriedigt, ohne die Fähigkeit künftiger Generationen zu gefährden, ihre eigenen Bedürfnisse zu befriedigen.“
Nachhaltigkeit spiegelt ein komplexes System wider, dessen Komponenten eng miteinander verbunden sind und nicht isoliert voneinander existieren. Ein nachhaltiges System wird von den individuellen und gemeinsamen Verhaltensweisen seiner Beteiligten beeinflusst und beeinflusst diese. Nachhaltigkeit erkennt daher den Einfluss des Menschen auf die Umwelt an und zielt darauf ab, die negativen Auswirkungen zu mildern.

### Kultur der Nachhaltigkeit
Grüne Museen zielen darauf ab, eine Kultur der Nachhaltigkeit zu fördern, die in zwei Teilen definiert werden kann: Kultur, die die Werte, Praktiken und Überzeugungen einschließt sowie die Bestrebungen einer Gesellschaft. Dagegen verlangt die Nachhaltigkeit von den Menschen, sich auf kultureller Ebene anzupassen und ihre Überzeugungen und ihr Verhalten zu ändern.
Museen befinden sich in einer herausragenden Position, um eine Kultur der Nachhaltigkeit zu etablieren und zu fördern, da sie als Einrichtungen gleichzeitig Kultur bewahren und schaffen. Infolgedessen wird den Museen heute eine Schlüsselrolle bei der Gestaltung einer nachhaltigen Zukunft zugeschrieben. Diese Veränderungen können durch ihre Ausstellungen sowie durch ihr aktives Engagement in Debatten über Klima- und Umweltveränderungen erreicht werden.
Museen haben die Möglichkeit, die Einstellung der Besucher zu ihrer lokalen Umgebung zu beeinflussen, was sich beispielsweise positiv auf die Erhaltung der lokalen Biodiversität auswirken kann. Die Bristol Museum & Art Gallery schloss sich einer globalen Koalition (United for #Biodiversity) an, um das Bewusstsein für den Schutz der biologischen Vielfalt zu schärfen, und eröffnete die Ausstellung „Aussterbende Stimmen“, die auf die Bedrohung durch das Aussterben der Tierwelt aufmerksam machen und Ideen für kollektive Handlungsmöglichkeiten sammeln sollte. Ein weiterer Aspekt der Rolle der Museen in der Kultur der Nachhaltigkeit besteht darin, ihre Besucher dazu zu bringen, sich mit Fragen der globalen Erwärmung und der Nachhaltigkeit zu beschäftigen.

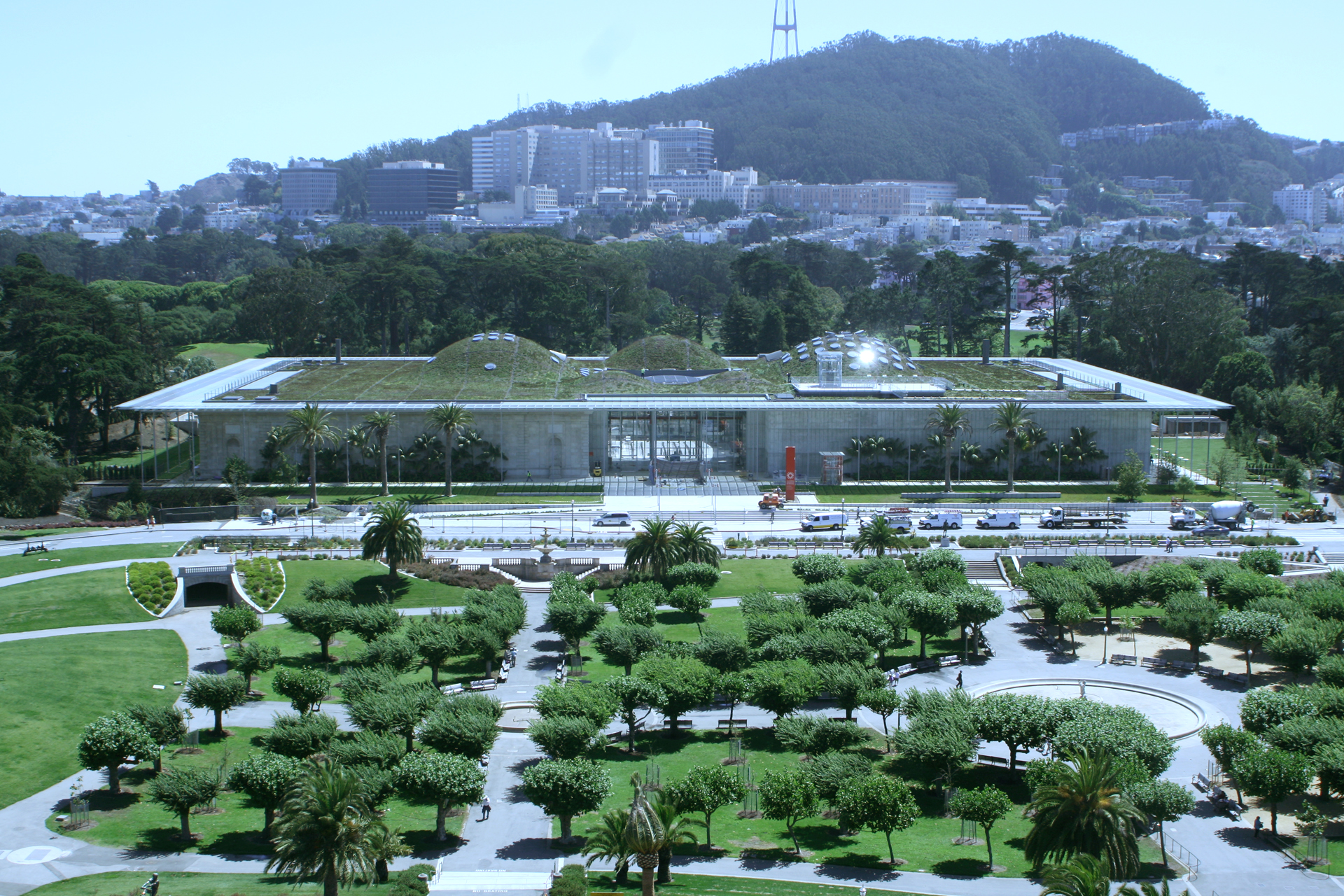
Die California Academy of Sciences nutzt einheimische Pflanzen auf ihrem begrünten Dach, um den Energiebedarf für Heizung und Kühlung zu senken, und verfügt über viele weitere energie- und wassersparende Funktionen. Sie ist weithin als das wahrscheinlich „grünste“ Gebäude der Welt anerkannt worden.

## Geschichte
Die Diskussionen in den Museen über ökologische Nachhaltigkeit begannen in den 1990er Jahren und haben sich weiter verstärkt. Grüne Museen erhalten viel Aufmerksamkeit von der Wissenschaft und den Massenmedien. Einige Wissenschaftler sind der Meinung, dass die Konzentration auf Nachhaltigkeit eine Möglichkeit für Museen ist, im 21. Jahrhundert relevant zu sein. Die meisten konventionellen Museen beschäftigen sich jedoch nicht mit nachhaltigen Praktiken.
Die Bewegung der grünen Museen begann in Wissenschafts- und Kindermuseen. Wissenschaftsmuseen fanden heraus, dass sich Umweltschutz und -erziehung leicht in ihre Ziele und Programme integrieren lassen. Kindermuseen erkannten, dass die Verwendung von grünem Design in ihren Innenräumen einen positiven Erlebnisraum für ihre jungen Besucher darstellt. Als die Nachhaltigkeit in Museumskreisen zum Thema wurde, erkannten Zoos und Aquarien, dass ihr bisheriger Bildungsauftrag und ihre Programme zur Arterhaltung im Grunde genommen eine nachhaltige Bildung darstellen. Kürzlich hat die Association of Zoos and Aquariums ihre Zertifizierungsstandards dahingehend überarbeitet, dass sie nun auch das Eintreten für den Umweltschutz vorschreiben.
Mit dem Beginn der grünen Museumsbewegung in Kindermuseen wurde das Children’s Discovery Museum in Normal, Illinois, am 3. Oktober 2005 das erste LEED-zertifizierte Kindermuseum, als es eine Silber-Zertifizierung erhielt. Das Wild Center in Tupper Lake, NY, wurde 2008 das erste LEED-zertifizierte grüne Museum, gefolgt vom Brooklyn Children’s Museum, das 2010 die LEED-Silber-Zertifizierung erhielt. Außerdem verwendete dieses Museum schnell erneuerbare und wiederverwertete Materialien wie Bambus und Bodenbeläge aus wiederverwertetem Gummi für den Bau des Gebäudes und nutzte Photovoltaik zur Stromerzeugung. Weitere gute Beispiele für grüne Museen sind das Boston Children’s Museum, das 2007 das LEED-Zertifikat in Gold erhielt, und das Pittsburgh Children’s Museum, das 2006 mit dem LEED-Zertifikat in Silber ausgezeichnet wurde.
Wissenschaftsmuseen und Zoos folgten den Kindermuseen schnell in der grünen Bewegung. Eines der ersten Wissenschaftsmuseen, das grüne Initiativen ergriff, war das ECHO, Leahy Center for Lake Champlain in Burlington, Vermont, das das erste LEED-zertifizierte Gebäude in Vermont war. Das Natural History Museum of Utah ist ein weiteres Museum, das in der Bewegung für grüne Museen eine Vorreiterrolle übernommen hat. Das Rio Tinto Center des Museums wurde mit einem Gold LEED-Zertifikat ausgezeichnet.
Zoos und botanische Gärten sind ebenfalls führend auf dem Gebiet der grünen Museen. Der Denver Zoo, der Woodland Park Zoo und der Cincinnati Zoo wurden auf der Konferenz der Association of Zoos and Aquariums 2011 mit Green Awards ausgezeichnet. Das Phipps Conservatory & Botanical Gardens erhielt eine LEED-Silberzertifizierung für sein neues Empfangszentrum, das so gestaltet ist, dass es an die Geometrie der historischen Glashäuser dahinter erinnert. Es verfügt über 1022 Quadratmeter Fläche für Lobby, Eintrittskartenverkauf, Souvenirladen und Café mit einer 10,4 Meter hohen Glaskuppel, die gedämmt ist, um Sonneneinstrahlung und Wärme zu kontrollieren. Die Architekten haben das Gebäude teilweise in das Gelände hineingebaut, mit über 4 Meter nutzbarem Raum unter der Erde. Es wurde festgestellt, dass Phipps Conservatory & Botanical Gardens auf diese Weise 40–50 % der jährlichen Energiekosten im Vergleich zu einem vollständig oberirdischen Bauwerk einsparen konnte. Außerdem wurde damit gezeigt, dass nachhaltiges Design in einer Weise realisiert werden kann, die dem historischen Umfeld gerecht wird. Phipps eröffnete 2012 auch das „Center for Sustainable Landscapes“, das ein Zentrum für Bildung, Forschung und Verwaltung beherbergt.
Auch die Kunstmuseen schließen sich dieser Bewegung an. Das Grand Rapids Art Museum wurde 2008 zum weltweit ersten LEED-zertifizierten Kunstmuseumskomplex, als es die LEED-Gold-Zertifizierung erhielt, mit so innovativen Merkmalen wie einem Wärmerückgewinnungslüfter, CO2-Sensoren und der Wiederverwendung von Grauwasser vor Ort.
Ein konkretes Beispiel für ein grünes Museum ist der Toledo Zoo in Toledo. Im Jahr 2007 überarbeitete die Einrichtung ihr Leitbild und konzentrierte sich auf die Information der Öffentlichkeit über den Naturschutz. Im Rahmen seines Auftrags hat sich der Toledo Zoo zu umweltfreundlichem Bauen verpflichtet, was sich im Projekt zur Renovierung des Parkplatzes zeigte. Der Hauptparkplatz wurde umgestaltet, um die Parkkapazität zu erhöhen und den Verkehrsfluss zu verbessern, außerdem wurden grüne Elemente wie Regengärten und die Wiederverwendung von Beton in das Projekt integriert. Die Renovierung umfasste auch eine Windkraftanlage in der Größe eines Wohnhauses und drei Sonnenkollektoren zur Stromversorgung der Kassenschalter am Eingang des Parks. Die Windturbine und die Solarzellen erzeugen jährlich 3600 Kilowattstunden, die in das Hauptstromnetz des Zoos eingespeist werden können, wenn die Kassenschalter nicht in Betrieb sind, und die die CO2-Bilanz des Zoos jährlich um 2540 Kilogramm verringern.
Ein weiteres Projekt des Toledo Zoo ist der Solar Walk, der im November 2010 eröffnet wurde und über 1400 Solarpaneele umfasst, die 104.000 Kilowattstunden pro Jahr erzeugen – die gleiche Energiemenge, die zehn typische Haushalte in Ohio verbrauchen.  Der Zoo von Toledo und das Designteam des Solar Walk wollten mit dem Projekt alle Zoobesucher und die Verkehrsteilnehmer auf den nahe gelegenen Autobahnen auf das Engagement des Zoos für den Naturschutz aufmerksam machen. Um das Projekt zu verwirklichen, wandte sich der Zoo von Toledo an ein lokales Unternehmen und verwendete Mittel aus privaten Spenden und einen Energiezuschuss von ODOD, um die Kosten von 14.750.000 US-Dollar zu decken. Außerdem hat der Zoo von Toledo im Einklang mit seinem Leitbild Informationstafeln über die Funktionsweise des Solarspaziergangs und die bisher erzeugte Energiemenge angebracht, damit die Besucher über den Wert des Projekts für den Naturschutz informiert werden. Der Solar Walk wird den CO2-Fußabdruck des Zoos jährlich um mehr als 75 Tonnen reduzieren, was dem Ausstoß von 15 Mittelklassewagen entspricht. Der Zoo von Toledo hat sich darüber hinaus verpflichtet, bei seinen Bauplänen auf umweltfreundliche Bauweise zu setzen, indem er geothermische Brunnen, umweltfreundliche Isolierung und andere erneuerbare Energien sowie umweltfreundliche Baumaterialien einsetzt.

## Grüne Ausstellungen
Museen verfolgen einen aktiveren Ansatz bei der Projektentwicklung ihrer Exponate. Kindermuseen haben die grüne Museumsbewegung vor allem aus Sorge um die Gesundheit der jungen Besucher ins Leben gerufen. Die Verwendung von giftigen Materialien und Chemikalien in Bauwerken, die für Kinder bestimmt sind, bereitete sowohl den Museumsmitarbeitern als auch den Eltern große Sorgen. „Bei seinem Erweiterungsprojekt im Jahr 2004 verwendete das Children’s Museum of Pittsburgh nur Klebstoffe, Dichtungsmittel, Farben, Teppiche und Verbundholz, die als formaldehydfrei zertifiziert sind und nahezu keine Ausgasungen aufweisen.“
Bevor das Konzept des Reduzierens, Wiederverwendens und Recycelns zum Leitgedanken wurde, hatten einige wenige Museen bereits damit begonnen, nachhaltige Entscheidungen durch Ausstellungen zu fördern. Das Boston Children’s Museum entwickelte ein Konzept, das als „The Recycle Shop“ bekannt ist.
Organisationen arbeiten an der Entwicklung eines standardisierten Bewertungssystems für die spezifischen Anforderungen von grünen Ausstellungen. Im Jahr 2008 entwickelte das Oregon Museum of Science and Industry (OMSI) den OMSI Green Exhibit Certification Guide, um Museen bei der Bewertung der ökologischen Nachhaltigkeit ihrer Exponate zu unterstützen und ihnen bei der Entwicklung nachhaltigerer Pläne zu helfen. Auf der Grundlage des Bewertungssystems Leadership in Energy and Environmental Design (LEED) des U.S. Green Building Council (USGBC) wurde das LEED-System im OMSI Green Exhibition Certification Guide vereinfacht und an die besonderen Bedürfnisse des Museumssektors angepasst, insbesondere angesichts der begrenzten finanziellen und personellen Ressourcen vieler Museen.
Der Leitfaden bietet eine Kontrollliste für Organisationen, die acht Elemente berücksichtigt, die regelmäßig bei der Gestaltung von Exponaten verwendet werden. Nach der Überprüfung werden sie mit 0–4 Punkten bewertet:
1. Leicht erneuerbare Materialien
2. Wiederverwendung von Ressourcen
3. Wiederverwerteter Inhalt
4. Bewertung der Endnutzungsdauer
5. Emissionsarme Materialien
6. Zertifiziertes Holz
7. Naturschutz
8. Regionale Materialien

Im Rahmen des Projekts „Förderung nachhaltiger Entscheidungsfindung in der informellen Bildung“, das von der National Science Foundation (NSF) finanziert wird, hat das OMSI in Zusammenarbeit mit multidisziplinären Fachleuten aus den Vereinigten Staaten auch „Exhibit Social Environmental and Economic Development“ (Exhibit SEED) entwickelt. Exhibit SEED ist ein Toolkit, das Museen dabei helfen soll, ganzheitlich nachhaltige Museumsausstellungen zu gestalten. Der Leitfaden basiert auf den „Drei Säulen der Nachhaltigkeit für Museen“, d. h. auf Überlegungen zur ökologischen, wirtschaftlichen und sozialen Nachhaltigkeit, und enthält zahlreiche Beispiele dafür, wie ein Museum seine Praktiken sinnvollerweise anpassen kann, um diese Säulen zu berücksichtigen. Viele Museen auf der ganzen Welt haben seitdem ihre eigenen Richtlinien für Nachhaltigkeit in Museen entwickelt und verbreitet. Das Madison Children’s Museum in Madison, WI, hat seinen eigenen „grünen Leitfaden“ für nachhaltige Museumspraktiken entwickelt; seine grünen Initiativen in Bezug auf nachhaltige Materialien, Öffentlichkeitsarbeit und Museumsprogramme führten dazu, dass es als erstes Museum in Wisconsin die LEED-Zertifizierung erhielt.

## Themen

### Leitbild
Einige Fachleute meinen, dass Nachhaltigkeit und grünes Design eine natürliche Erweiterung des Leitbildes eines Museums sind. Einige Museen haben sich dafür entschieden, Nachhaltigkeit zu einem zentralen Bestandteil ihrer Identität zu machen, indem sie ihr Bekenntnis zur Umweltfreundlichkeit in ihrem Leitbild festhalten. Nachhaltigkeit kann in Verbindung mit drei Aspekten gesehen werden, die in den meisten Museumsleitbildern enthalten sind: Forschungsbereich, Zweck des öffentlichen Dienstes und der Bildungsauftrag. Museen, die grünes Verhalten vorleben, erweitern ihren Auftrag und unterstützen ihre Gemeinwesen.

### Bildung
Als informelle Bildungszentren, die der Öffentlichkeit dienen, sind Museen in der Lage, einem großen Publikum auf sinnvolle Weise das Thema Nachhaltigkeit zu vermitteln. Durch eine Kombination aus Motivation und Information versuchen grüne Museen, Verhaltensänderungen im täglichen Leben der Menschen zu bewirken. Grüne Museen gehen mit gutem Beispiel voran, indem sie den Besuchern durch Beschilderung, Programme und Webseiten erklären, welche nachhaltigen Aktivitäten sie durchführen und warum. Ziel ist es, dass die Besucher im Museum etwas über nachhaltige Praktiken lernen und diese dann zu Hause umsetzen können.
Viele Museen, die sich der Nachhaltigkeit und der Naturschutzerziehung verschrieben haben, nutzen oft die Arbeiten von Theoretikern wie Richard Louv und David Sobel, um die wirksamsten Wege zu finden, ihr Publikum zu Naturschutzmaßnahmen zu motivieren. Disney’s Animal Kingdom beispielsweise beruft sich auf Richard Louvs Natur-Defizit-Syndrom als Begründung für seine „Kids' Discovery Clubs“, die Kinder nicht nur dazu ermutigen sollen, etwas über Tiere zu lernen, sondern auch herauszufinden, was sie tun können, um der Tierwelt zu helfen. Ein weiteres Museum, das sich bei seiner Programmgestaltung auf Louvs Naturdefizitsyndrom beruft, ist das North Carolina Museum of Natural Sciences. Es hat die nationale „Take a Child Outside Week“ ins Leben gerufen, die Kinder und Erwachsene dazu ermutigt, gemeinsam Zeit im Freien zu verbringen. Viele Museen gehen Nachhaltigkeitsthemen auch unter dem Gesichtspunkt der Ökophobie an. Ökophobie ist die Theorie von David Sobel, die besagt, dass sich Kinder von der Natur zurückziehen, wenn man ihnen zu früh und ohne das nötige Hintergrundwissen abstrakte und schwierige Umweltthemen nahe bringt. Ein Beispiel für ein Museum, das versucht, die Ökophobie zu überwinden, wäre ein Museum, das die Liebe zur Natur fördert und eine Vielzahl von Maßnahmen vorstellt, die die Besucher ergreifen können, um der Umwelt zu helfen, bevor es ihnen kontroverse und abstrakte Umwelt- und Nachhaltigkeitsthemen präsentiert. Das Brooklyn Children’s Museum respektiert die Entwicklungsstufen von Kindern, indem es sein LEED-zertifiziertes Gebäude nutzt, um Kindern und ihren Familien durch interaktive, altersgerechte Ausstellungen und Aktivitäten etwas über Umweltschutz beizubringen.

### Soziale Verantwortung
In den letzten Jahren wurde aus dem Museumsbereich die Forderung laut, dass Museen zu nachhaltigen Institutionen werden sollten, da sie auf diese Weise soziale Verantwortung und bürgerschaftliches Engagement übernehmen könnten. Nachhaltigkeit ist eine Chance für eine durchdachte, vorausschauende Museumsarbeit. „Museen können eine entscheidende Rolle dabei spielen, die Gemeinschaften, denen sie dienen, in eine nachhaltigere Zukunft zu führen. Wenn sie ihren Auftrag und ihre Programme an den Grundsätzen der Nachhaltigkeit ausrichten, … werden sie ihre eigenen täglichen Praktiken neu kalibrieren und ihre Gemeinschaft für die Vielfalt der Möglichkeiten sensibilisieren, die sie sonst vielleicht nicht sehen“ (183).
Als vertrauenswürdiger Teil des informellen Bildungssystems sind Museen in der Lage, die wirtschaftliche, kulturelle und soziale Dimension der Nachhaltigkeit anzusprechen. Sie erreichen dies, indem sie die Öffentlichkeit mit interaktiven Exponaten ansprechen und ihre eigenen grünen Bemühungen bekannt machen. Das erklärte oder auch nicht erklärte Ziel ist es, die Besucher über die Auswirkungen auf ihre Umwelt aufzuklären, über die ökologischen, wirtschaftlichen und kulturellen Risiken, die sie eingehen, wenn sie ihre Auswirkungen auf die Welt ignorieren, und ihnen Wege aufzuzeigen, wie sie ihren ökologischen Fußabdruck verringern können. So erreichen Museen bürgerschaftliches Engagement und soziale Verantwortung durch Vermittlung.
Einige Museen, wie das Royal Saskatchewan Museum in Saskatchewan, Kanada, verfolgen einen globalen Ansatz für bürgerschaftliches Engagement. Die grüne Ausstellung des Royal Saskatchewan Museum trägt den Titel „Der Faktor Mensch“ und soll den Besuchern die ökologischen Auswirkungen des Menschen auf den Planeten aufzeigen, ihnen zeigen, welche Maßnahmen sie ergreifen können, um diese Auswirkungen zu verringern, und sie darüber informieren, wie die Zukunft aussehen wird, wenn der Mensch nichts unternimmt. Im „Zeittunnel“ wird den Besuchern anhand von farbigen Darstellungen gezeigt, wie die Erde vor dem Menschen aussah und wie sich der Einfluss des Menschen im Laufe der Zeit entwickelt hat. In der anschließenden Galerie „Lebender Planet“ wird auf einer sich drehenden Weltkugel erklärt, wie ein globales Ökosystem funktioniert und welche Belastungen der Mensch für das globale Ökosystem der Erde darstellt. Als besondere Belastung für das globale Ökosystem wird die steigende Bevölkerungszahl genannt. Die Kuratoren haben in der Ausstellung Uhren angebracht, die die Zunahme der Bevölkerung auf der ganzen Welt zählen. Unter den Uhren befinden sich die Umrisse von Menschen und in ihrem Schatten die Bilder der industriellen Produktivität. In der folgenden Galerie „Stressursachen“ wird die Quelle des ökologischen Stresses als ungezügelter Konsum identifiziert und erklärt, was dieses extreme Verhalten verursacht. Die Galerie „Lösungen“ zeigt die nachhaltige Entwicklung und eine elektronische Anzeige von Erfolgsgeschichten im Bereich der Nachhaltigkeit. Damit soll den Besuchern gezeigt werden, wie sich ihre Entscheidungen nicht nur auf sie selbst und ihren Teil der Welt auswirken, sondern auch auf andere Menschen und ihre Umwelt. Die letzte Galerie, „Blick in die Zukunft“, beschreibt die voraussichtliche Zukunft des Globus, wenn die Menschen die vorgeschriebenen Veränderungen annehmen. Der gewünschte Effekt ist eine emotionale Reaktion auf die Eingriffe des Menschen in das globale Ökosystem.
Mit der Ausstellung EcoRestroom möchte der Bronx Zoo seine Besucher über Wasserressourcen und die Auswirkungen der Toilettenbenutzung auf die Wasserressourcen aufklären. Gleichzeitig hat der Zoo durch die Installation dieser Toilette mit Komposttoiletten seinen ökologischen Fußabdruck verringert. Die Toilette dient Männern und Frauen mit 12 Toiletten und sechs Waschbecken für Frauen und zwei Toiletten, vier wasserlosen Urinalen und vier Waschbecken für Männer. Die Waschbecken werden nicht mit Strom oder Batterien betrieben, sondern laden sich auf, wenn Wasser durch sie fließt. Das benutzte Wasser fließt in einen Grauwassergarten, der von der biokompatiblen Seife, die den Besuchern zur Verfügung steht, nicht beschädigt wird. Die Toilette dient gleichzeitig als Ausstellungsraum, in dem die Besucher über den sparsamen Umgang mit Wasser informiert werden. Entlang des Weges zum Eingang der Toilette sind Schilder in Form von Wassertropfen angebracht, die den Besuchern Tipps für den sparsamen Umgang mit Wasser und dessen Wiederverwendung zu Hause geben. Über den Waschbecken befinden sich weitere Schilder, die die Besucher mit Fakten über den Wasserverbrauch versorgen und sie zum Nachdenken über ihren eigenen Verbrauch anregen sollen und darüber, was sie tun können, um weniger Wasser zu verbrauchen. Schilder an den Innenseiten der Kabinentüren informieren die Besucher über die Funktionsweise von Komposttoiletten und deren Auswirkungen auf die Umwelt. Diese Installation zeigt den Besuchern nicht nur, wie sie durch einfache Maßnahmen Wasser sparen können, sondern setzt diese Maßnahmen auch in Echtzeit im Zoo um. Mit seiner Aufklärungsarbeit bewirkt der Zoo damit gleichzeitig eine Veränderung.
Als Verwalter des öffentlichen Eigentums tragen die Museen die Verantwortung, ihre Sammlungen mit den effizientesten Methoden zu pflegen. Museen müssen ihren Teil dazu beitragen, dass es ein Publikum gibt, das sich an der Sammlung erfreut, und Ressourcen, um die Sammlung auszustellen. Eine Möglichkeit, wie Museen Ressourcen einsparen können, besteht darin, energiesparende Methoden in ihren täglichen Betrieb zu integrieren, indem sie die bereits vorhandenen Einrichtungen verändern, anstatt neue zu bauen. Brophy und Wylie nennen einfache Lösungen wie die Installation von Bewegungssensoren, die das Licht einschalten, wenn die Besucher die Galerie betreten, und es ausschalten, wenn sie sie verlassen, wie es beispielsweise in Colonial Williamsburg in Virginia der Fall ist. Die Glühbirnen könnten sogar durch langlebige LED-Birnen ersetzt werden. Zu den anderen Museen, die ihren Standort verändern, gehört die Morgan Library, die nach Angaben von Brophy und Wylie „in den Felsen von Manhattan gehauen“ ist. Das Felsgestein sorgt für eine natürliche Kühlung, ohne dass Elektrizität zur Erzeugung eines klimatisierten Klimas benötigt wird. So werden weder Geld noch Elektrizität ausgegeben, um das Klima des Lagerraums zu kontrollieren, was nicht nur die Mittel des Museums, sondern auch die zunehmend knappe Elektrizität in Anspruch nimmt.
Eine weitere soziale Verantwortung übernehmen Museen durch die Umsetzung nachhaltiger Methoden, für die sie sich beim Bau oder Umbau von Einrichtungen einsetzen, damit diese nachhaltig sind. Dazu gehören die Anwendung von LEED-Bauverfahren und die Beschaffung von Materialien vor Ort. Der Kauf von Baumaterialien und die Beschäftigung lokaler Arbeitskräfte stimuliert die Wirtschaft in der Umgebung des Museums. Außerdem wird der CO2-Fußabdruck des Baus verringert, denn Materialien, die von lokalen Lieferanten bezogen werden, müssen nicht mit einem Sattelzug, einem Flugzeug oder einem Schiff angeliefert werden, die allesamt Kraftstoff, Zeit und Geld verbrauchen. Das Museum of Contemporary Art in Denver, hat die Verwendung von Materialien aus der Region in seinen LEED-Gold-Designplan aufgenommen. Das Museum hebt hervor, dass sein begrüntes Dach, seine Möbel und seine Ausstattung alle aus der Region stammen. Das Museum fördert auch die Nutzung öffentlicher Verkehrsmittel, indem es Besuchern, die diese für den Zugang zum Museum nutzen, Ermäßigungen anbietet. Mit dem Bau nach dem LEED-Gold-Standard hat das Museum für zeitgenössische Kunst auch seinen Betrieb energieeffizienter gestaltet. Die Fassade ist so konstruiert, dass die Klimakontrolle maximiert und der Einsatz herkömmlicher Zwangslüftung eingeschränkt wird. Die Strahlungsheizung des Fußbodens lässt die Wärme um das Gebäude herum zirkulieren. Dies sind zwei Möglichkeiten, mit denen das MCA Denver Energie spart. Das Museum of Contemporary Art San Diego kaufte Farbe, Büromöbel, Fenster und Türen von lokalen Anbietern. Indem sie die Öffentlichkeit aufklären und sich für ihre Belange einsetzen, übernehmen die Museen soziale Verantwortung.

## Landschaftsgestaltung und Außenanlagen
Ein Ansatz, den grüne Museen zur Verbesserung der Nachhaltigkeit verfolgen, ist die Berücksichtigung ihrer Außenbereiche und der Landschaftsgestaltung. Die Begrünung von Außenbereichen bietet zahlreiche Vorteile, die über die Ästhetik hinausgehen, und Museen nutzen ihre Außenbereiche zunehmend, um nachhaltige Strategien und Bildungsziele zu fördern. Nach Angaben des National Clearinghouse for Educational Facilities (EFC) gibt es viele Arten von Bildungs-, Freizeit- und Sozialkompetenzen, die erfolgreich im Freien vermittelt werden können. Zu den Museumsfreiräumen gehören Wege, Pfade, Pavillons, Picknickplätze, Brunnen, Höfe, Abfallentsorgungsbereiche, Dächer und die nähere Umgebung. Unabhängig davon, ob es sich um eine neue Einrichtung oder ein bestehendes Museum handelt, nutzen grüne Museen diese Außenbereiche, um nachhaltige Praktiken umzusetzen. So können Museen beispielsweise einheimische Pflanzen, Feuchtgebiete, Bio-Rigolen, Regengärten, Schmetterlingsgärten, Gemüsegärten und begrünte Dächer einrichten, um ihre Außenanlagen optimal zu nutzen und zu begrünen. Darüber hinaus kann die natürliche Umgebung ein integraler Bestandteil des grünen Museums sein, wenn das Gelände Teil des Museums ist. Die Einbeziehung dieser Außenbereiche bietet ein flexibleres Lernumfeld mit größeren Bildungsmöglichkeiten. Freiflächen ermöglichen praktische Projekte, die das Umweltbewusstsein fördern, und sind ein idealer Katalysator für die Beteiligung der Gemeinschaft.
In zunehmendem Maße beziehen grüne Museen nachhaltiges Denken in ihre Außenanlagenplanung ein. Das Peggy Notebaert Nature Museum zum Beispiel hat ein Dach entworfen, das 2003 mit dem Chicago Green Roof Award ausgezeichnet wurde. Der belebte Teil des Daches reduziert die Menge des abfließenden Regenwassers, und Solarzellen erzeugen Strom, der vom darunter liegenden Museum genutzt wird.
Die Möglichkeit, die Leistungsfähigkeit von Außenbereichen zu quantifizieren, ist wichtig, um in der Gemeinschaft der grünen Museen ein vertrauenswürdiges Beispiel zu sein. Es gibt mehrere Bewertungssysteme und interaktive Tools im Internet, und es gibt eine wachsende Zahl von Beratern, die Museen bei der Prüfung, der Entwicklung von Grundlinien und dem Vergleich ihrer Leistungen helfen. Eine Strategie für grüne Museen ist die LEED-Zertifizierung. Im Jahr 2000 führte der US Green Building Council (USGBC) das Bewertungssystem Leadership in Energy and Environmental Design (LEED) ein, mit dem die Nachhaltigkeit von Gebäuden und Betrieben bewertet wird. Bis heute konzentriert sich LEED hauptsächlich auf Bauwerke und Erschließung, während Landschaftsaspekte nur am Rande behandelt werden. Die Sustainable SITES Initiative (SITES) ist ein neues Benchmark- und Bewertungssystem, das von der American Society of Landscape Architects, dem Lady Bird Johnson Wildflower Center und dem United States Botanic Garden gemeinsam entwickelt wurde. Nach dem Vorbild des LEED-Programms arbeitet SITES an der Festlegung von Maßstäben und einem Bewertungssystem, das die Auswahl des Standorts, die Landschaftsgestaltung, den Bau, den Betrieb, die Pflege und die Überwachung umfasst.

## Beleuchtung in Museen

### Herausforderungen und Innovationen in der Museumsbeleuchtung: Ein Blick auf Lichtschäden, Energieeffizienz und Besucherkomfort
Die Beleuchtung ist ein wesentlicher Bestandteil von Museen, da Licht erforderlich ist, um Objekte zu betrachten und sich im vorderen und rückwärtigen Bereich von Museen zu bewegen und zu interagieren. Allerdings kann die Beleuchtung das Erscheinungsbild von Objekten wie Gemälden, Textilien, Leder, Fotografien, Büchern und Papier oder Präparaten unwiderruflich verändern. Museen müssen besonders vorsichtig sein, um unnötige Lichtschäden zu vermeiden. Sichtbares und nahezu sichtbares Licht kann in drei Kategorien unterteilt werden: ultraviolettes Licht (UV), sichtbares Licht und infrarotes Licht (IR). Ultraviolettes Licht ist das energiereichste und für Objekte am schädlichsten, während Infrarotlicht Wärme erzeugt, die ebenfalls Objekte beschädigen kann. Museen verwenden in der Regel Halogen- oder Halogen-Metalldampflampen in den Ausstellungsräumen und Leuchtstoffröhren in den Depots; diese sind jedoch nicht energieeffizient. Halogenlampen verschwenden Energie, da sie viermal so viel Wärme erzeugen wie eine normale Glühlampe, und können eine Brandgefahr darstellen. In einer Welt, in der immer mehr energieeffiziente Produkte eingesetzt werden, haben Museen mehr Möglichkeiten denn je, ihren Stromverbrauch zu senken. Die Herausforderung für den Beleuchtungsdesigner besteht darin, ein Gleichgewicht zwischen der Schaffung interessanter und begehrenswerter Räume, der Aufrechterhaltung des visuellen Komforts und der Gesundheit der Besucher bei gleichzeitiger Einhaltung der Energiesparziele zu erreichen. Die Beleuchtung ist ein sich ständig wandelndes Fachgebiet, insbesondere im Hinblick auf neue Innovationen im Bereich umweltfreundlicher Technologien und energieeffizienter Optionen. Die heute verfügbaren Beleuchtungsoptionen für Museen werden sich in den nächsten zehn Jahren radikal verändern.

### Beleuchtungsmöglichkeiten
Neben Halogen- und Glühbirnen verwenden Museen auch LEDs, CFLs, Glasfasern, hybride Solarbeleuchtung und natürliches Licht.
- LED (Licht emittierende Dioden) erzeugen Licht durch die Bewegung von Elektronen in einem Halbleitermaterial. Als solche erzeugen sie nur sehr wenig Wärme und können manchmal Licht im 400-nm-Bereich emittieren (Prüfung der spektralen Leistungsverteilung [SPD] erforderlich).[38] LEDs verbrauchen etwa ein Fünftel der Energie von Halogenlampen, haben eine geschätzte Lebensdauer von 50.000 Stunden und senken die Kosten für die Gebäudekühlung erheblich. Ihre Erstinstallation kann aufgrund der Kosten der Glühbirne und der Frage, ob das Museum sie nachrüsten kann oder nicht, teuer sein. Sie können sich jedoch innerhalb von drei Jahren (oder früher!) amortisieren, je nach Glühbirne und Energiekosten für Beleuchtung/Heizung. Über einen Zeitraum von zehn Jahren können sie ~240 Millionen Kilogramm an CO2-Emissionen einsparen.[39]
- CFL (Compact Fluorescent Light Bulbs) verwenden Gas, das durch einen elektrischen Strom angeregt wird, um Licht zu erzeugen. CFLs verbrauchen weniger Energie als Glühbirnen und halten sechs bis zehn Mal länger. CFLs enthalten Quecksilber, so dass bei der Entsorgung geeignete Sicherheitsmaßnahmen getroffen werden sollten (Vorsicht, persönliche Schutzausrüstung, ggf. Schulung des Personals, Entsorgungsberater usw.).
- Lichtwellenleiter – Faseroptische Leuchten verwenden Kunststoff- oder Glasfasern, um das Licht zu verteilen. Die Wärmequelle ist vom Ende der Faser getrennt und umso weniger wirksam, je länger die Faser ist.
- Hybride Solarbeleuchtung – Hybride Solarbeleuchtung kombiniert Solarenergie und Glasfaseroptik, um Sonnenlicht in einen geschlossenen Raum zu leiten. Das Sonnenlicht wird von einer Parabolscheibe auf dem Dach nachgeführt, und Sensoren sorgen für eine konstante Beleuchtungsstärke, indem sie das Sonnenlicht mit herkömmlichem elektrischem Licht in speziellen hybriden Beleuchtungskörpern ergänzen. Aufgrund ihres hybriden Charakters sind sie energieeffizienter als herkömmliche Lichtquellen und entfernen UV- und IR-Licht, bevor es in einen geschlossenen Raum gelangt. Eine der wichtigsten Einschränkungen ist die Entfernung, die das Licht über Glasfaserkabel zurücklegen muss.[40][41]
- Natürliches Licht – Museen können auch Sonnenlicht zur Beleuchtung der Räume nutzen. Sonnenlicht ist jedoch eine der schädlichsten Formen von Licht, da die Sonnenstrahlen UV-Licht enthalten. Sonnenlicht ist eine brauchbare Beleuchtungsquelle für Räume, die keine lichtempfindlichen Materialien enthalten: Eingangsbereiche, Büros oder in Museen, die keine lichtempfindlichen Objekte enthalten. Museen können UV-Filter an den Fenstern verwenden, um die schädlichen Auswirkungen des Sonnenlichts zu verringern.[35] Ein Grund für die Verwendung von natürlichem Licht ist vor allem wirtschaftlicher Natur: Eine stärkere Nutzung von Tageslicht senkt den Energieverbrauch und die Kosten. Die Literatur belegt, dass sich natürliches Licht positiver auf Räume auswirken kann als elektrisches Licht und die menschliche Leistungsfähigkeit verbessert. Bei ordnungsgemäß installierten und gewarteten Tageslichtsystemen hat sich natürliches Licht als vorteilhaft für die Gesundheit, Leistungsfähigkeit und Sicherheit der Gebäudenutzer erwiesen.
- Brise soleil ist eine natürliche Beleuchtungsoption, bei der permanente architektonische Sonnenschutztechniken eingesetzt werden, um die Lichtmenge zu reduzieren, die in ein Gebäude oder ein Museum eindringt.
- Bewegungssensor- und Funktionsbeleuchtung – Bewegungssensor- oder Funktionsbeleuchtung sorgt dafür, dass Licht und Energie nur dann verbraucht werden, wenn eine Person mit einer bestimmten Aufgabe beschäftigt ist oder sich in einem bestimmten Bereich aufhält. Museen können diese Beleuchtung in wenig frequentierten Bereichen, in Büroräumen und vor allem zur Minimierung der Lichteinwirkung auf besonders lichtempfindliche Objekte einsetzen. Die Beleuchtung ganzer Bereiche, die nur selten oder seltener als stark frequentierte Bereiche genutzt werden, kostet ein Museum Energie und Geld und kann zu erheblicher Lichtausbleichung führen. Bewegungssensoren ermöglichen geringere Energiekosten und eine längere Anzeigezeit für sehr lichtempfindliche Objekte.

## Ökologisierung des Bereichs der präventiven Konservierung
Die Anforderungen an die Erhaltung von Artefakten und denkmalgeschützten Gebäuden werden oft als Widerspruch zu den effizientesten und effektivsten Mitteln des Umweltschutzes gesehen. Licht, Temperatur, Luftfeuchtigkeit, Schadstoffe, Feinstaub und Schädlinge müssen überwacht werden, um Objekte und historische Gebäude ordnungsgemäß zu erhalten – allein der Energieaufwand für die Kontrolle und Aufrechterhaltung idealer Umgebungen für historische Gebäude und Artefakte ist beträchtlich. Da das Herzstück der Authentizität vieler Museen die Ausstellung von Artefakten und Exponaten aus ihren Sammlungen ist, kann es eine Herausforderung sein, ideale Umgebungen für diese Objekte zu schaffen und gleichzeitig umweltfreundlichere Museumsgebäude und Ausstellungsräume zu gestalten. Die California Academy of Sciences beispielsweise, die in einem von Renzo Piano entworfenen LEED-Platin-Gebäude untergebracht ist, verwendet ein natürliches Belüftungssystem, das ihre Sammlungen Flora und Fauna, Temperatur- und Feuchtigkeitsschwankungen sowie starkem Tageslicht aussetzen könnte. Um diesen Faktoren entgegenzuwirken, entwickelte Jonathan Katz, CEO von Cinnabar, Inc. das Unternehmen, das von der California Academy of Sciences mit der Gestaltung der Exponate im Hauptgeschoss des neuen naturhistorischen Gebäudes beauftragt wurde, ein System, bei dem die Vitrinen für die Exponate selbst konfiguriert werden können, um Temperatur, Feuchtigkeit und Licht zu steuern. Diese Vitrinen sollten den Nachhaltigkeitsanspruch des Museums widerspiegeln und mussten daher so gebaut werden, dass sie bei wechselnden Ausstellungsstücken neu konfiguriert und wiederverwendet werden können. Dies ist nur ein Beispiel dafür, wie der vermeintliche Konflikt zwischen umweltfreundlichem Ausstellungs- und Gebäudedesign und der Bewahrung von Objekten gelöst werden konnte.
Der Konflikt zwischen umweltfreundlichen Verfahren und der Erhaltung von Objekten geht weit über die Ausstellungsräume hinaus, da die meisten Museen nur einen Bruchteil der Objekte in ihren Sammlungen ausstellen. Museumsrestauratoren sind mit der Pflege, Konservierung und Restaurierung dieser Objekte betraut. Das American Institute for Preservation, eine Berufsorganisation in den Vereinigten Staaten, die professionelle Standards für ihre Mitglieder festlegt und aufrechterhält, erklärt, dass das Ziel ihrer Restauratoren darin besteht, „die materiellen Zeugnisse unserer Vergangenheit zu bewahren, damit wir heute daraus lernen und sie in der Zukunft schätzen können“. In ihrem Bestreben, „grüner“ zu sein, müssen die Restauratoren nun auch „nicht nur die Wechselwirkung von Materialien und Umwelt mit den von ihnen behandelten Kunstwerken und Artefakten berücksichtigen, sondern auch die Verwendung, Herstellung und Entsorgung der Materialien, die sie bei ihrer Arbeit einsetzen“. Ein weiteres Problem, mit dem sich Restauratoren konfrontiert sehen, ist daher die Suche nach ungiftigen oder VOC-armen Ersatzstoffen für bewährte Konservierungsverfahren. Um die Herausforderungen, die mit umweltfreundlichen Konservierungsverfahren verbunden sind, vollständig zu verstehen, ist es daher hilfreich zu untersuchen, was Konservierungsfachleute als Kernprobleme identifizieren. Patricia Silence, in „How Are US Conservators Going Green? Results of Polling AIC Members“ (Ergebnisse einer Umfrage unter AIC-Mitgliedern) fünf Bereiche für nachhaltige Praktiken: Recycling, Energieverbrauch, Abfall, verbesserte Nachhaltigkeit durch Produkte und Verfahren sowie Bildung. Die folgende Liste wurde auf der Grundlage der Ergebnisse aus dem Beitrag von Silence zusammengestellt:
Wiederverwertung
- Wiederverwendbare Materialien (Lappen, Schwämme, Pinsel)
- Weniger Papier (digitale Archive)
- Reste aufbewahren (für spätere Verwendung)

Energieverbrauch
- Temperaturkontrolle (Strahlungsheizungen)
- Luftfeuchtigkeitskontrolle (kreative und pragmatische Lösungen für die Ausstellung und Lagerung von Objekten)
- Lichtsteuerung (Einsatz energieeffizienterer Beleuchtungssysteme zur Beleuchtung von Museumsobjekten)
- Nutzung erneuerbarer Energien zum Betrieb von Umweltsystemen
- Einsatz energieeffizienterer Umweltsysteme

Abfall
- Weniger Energie (Umweltkontrollen und Bürogeräte) und Materialien (Holz, Papier, Plastik, Schaumstoff) verwenden
- größeren Anteil der verwendeten Gegenstände wiederverwenden oder Wiederverwerten
- Schulung zur ordnungsgemäßen Entsorgung von giftigen Gegenständen

Verbesserte Nachhaltigkeit durch Produkte und Verfahren
- Weniger giftige Chemikalien und Lösungsmittel
- Reinigungssysteme auf Wasserbasis und/oder natürliche Produkte
- Lappen und Handtücher aus Bio-Baumwolle
- Wiederverwertete oder wiederverwendete Produkte
- Gebrauchte Geräte, Möbel, Werkzeuge
- Weniger giftige Verpackungsmaterialien
- Weniger giftige Chemikalien zur Schädlingsbekämpfung
- Wiederaufbereitung
- Verfahren für die ordnungsgemäße Entsorgung
- Verfahren zur Prüfung neuer Materialien

Weiterbildung
- Handbuch bewährter Praktiken
- Ressourcenverzeichnis